# 小草海桐
小草海桐（学名：Scaevola hainanensis），又名小草海桐，为草海桐科草海桐属下的一个种，分布於中國東南部（福建東南部、廣東、海南）、臺灣、東沙群島、越南等地。種小名“hainanensis”意为“海南島的”，係因其模式產地而得名。